# Juan de Lumbier

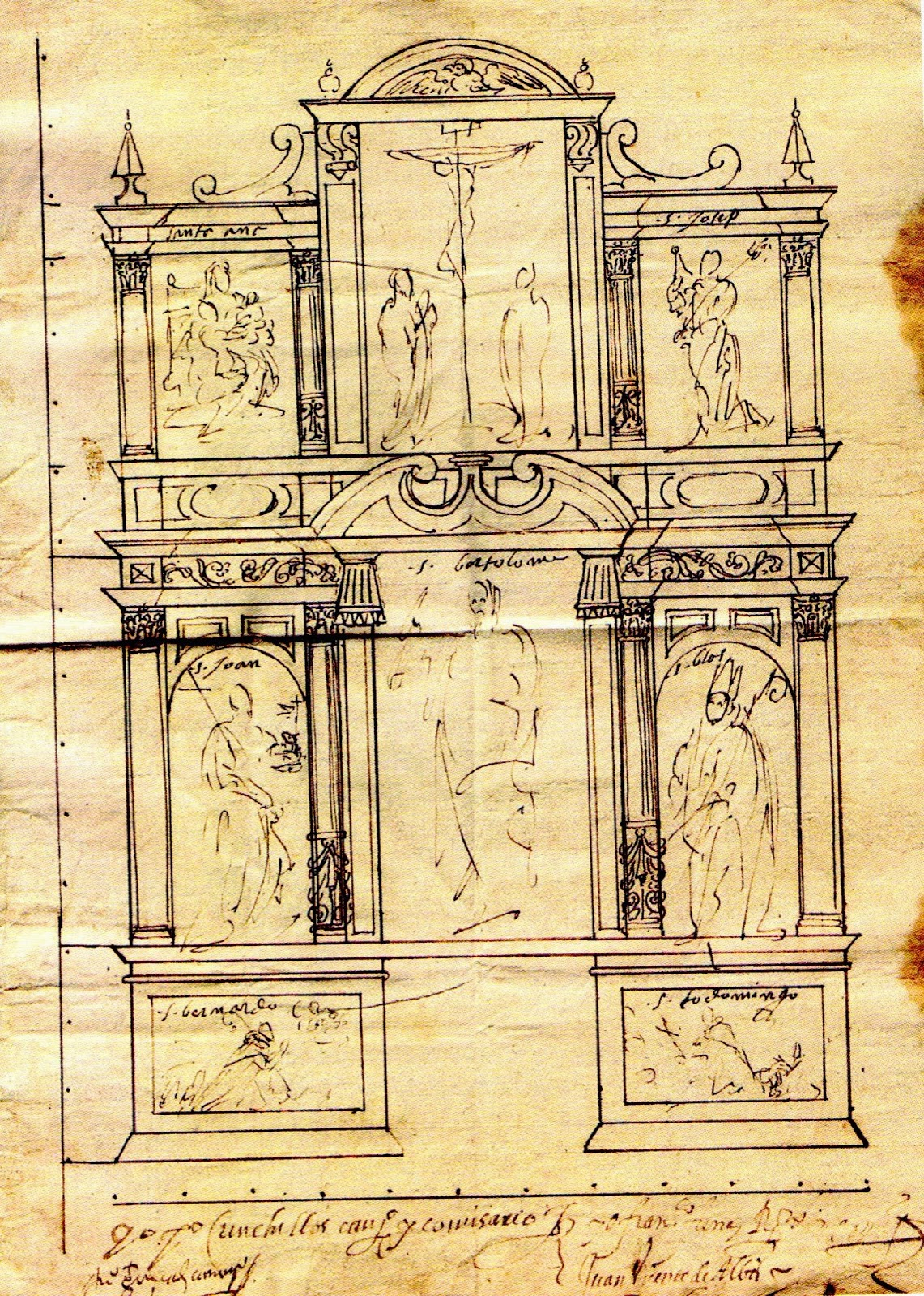
Trazas del primitivo retablo mayor de la parroquia de San Bartolomé de Borja (Zaragoza).

Juan de Lumbier (fl. 1579-1626) fue un pintor tardomanierista español activo en tierras de Navarra, Aragón y La Rioja.

## Biografía y obra
Natural de Pamplona, inició su formación artística en 1579 en Zaragoza, en el taller de Pedro Pertús, con quien permaneció por espacio de tres años según la carta de aprendizaje. Completado este, en 1582 firmó las capitulaciones matrimoniales, diciéndose vecino de Pamplona aunque «estante» en Tudela y momentáneamente imposibilitado de cerrar el compromiso por algunas ocupaciones.
En 1593 recibió en su taller como aprendiz al zaragozano Pedro de Fuentes, que años después contrajo matrimonio con una de las hijas del maestro, Josefa, pintora ella misma y encargada en el taller familiar del policromado de las imágenes.
Junto con su mujer Antonia Ezquer ingresó en 1614 en la Cofradía de nobles de San Dionís de Tudela tras superar la correspondiente información de limpieza.
Su actividad de dorador y pintor de historias está bien documentada en Tudela, donde llegó a disponer de tres casas juntas en la parroquia de San Nicolás y dos viñas. Aquí pintó, según la documentación, el retablo de Santa Catalina en la desaparecida iglesia de San Salvador (1586) y el mayor del convento de los franciscanos (1599) junto con otras muchas obras de diversa naturaleza para el ayuntamiento y las iglesias. Fuera de Tudela, en 1589 contrató con los Martín Jaime, caballeros de Borja, el retablo de su capilla en el convento de los franciscanos de la localidad, con muy precisas instrucciones sobre el modo como había de retratar a los donantes. También en Borja algunos años después, en 1601, se hizo cargo del retablo mayor de la desaparecida parroquia de San Bartolomé, del que se conservan las trazas y alguna de las tablas trasladas a un retablo de la iglesia parroquial de Maleján. 
De 1608 es el retablo de la Exaltación de la Cruz de la parroquial de Cadreita, con figuras monumentales de gusto escurialense, encargado por el señor de Cadreita, don Sancho Diez de Aux, junto con otras obras menores de dorado y policromado para el mismo templo. La Última Cena del banco de este retablo, inspirada en un grabado de Cornelis Cort, se repite en Cortes, donde quedan algunos lienzos pegados a tabla de un antiguo retablo contratado por Lumbier en 1608. En 1620 contrató la pintura del retablo mayor de las Dominicas contemplativas de Casalarreina, para el que pintó cuatro lienzos con historias de la Pasión de Cristo, con figuras de proporciones alargadas de color grato y dibujo seco. El último trabajo documentado, contratado en unión de su yerno Pedro de Fuentes en 1625, es el retablo de la Purísima de la parroquia de Ablitas. La intervención de Fuentes en él hubo de ser importante.